# Ala Kahakai National Historic Trail
L'Ala Kahakai National Historic Trail est un sentier de randonnée américain de l'île d'Hawaï, à Hawaï. Il est classé National Historic Trail depuis le 14 novembre 2000.